# Ryhor Kastusiou
Ryhor Andrejewicz Kastusiou (biał. Рыгор Андрэевіч Кастусёў, ros. Григорий Андреевич Костусёв, Grigorij Andriejewicz Kostusiow ; ur. 17 kwietnia 1957 w Ciechcinie) – białoruski polityk, działacz opozycyjnej Partii BNF, kandydat na urząd prezydenta Białorusi w wyborach prezydenckich w 2010 roku, od 2017 przewodniczący BNF.

## Życiorys
Urodził się 17 kwietnia 1957 roku we wsi Ciechcin w rejonie białynickim obwodu mohylewskiego Białoruskiej SRR, ZSRR. Ukończył szkołę średnią w Ciechninie. W 1974 roku zaczął pracę jako robotnik w sowchozie „Druć” w rejonie białynickim. W latach 1975–1977 służył w szeregach Armii Radzieckiej, następnie do 1982 roku studiował na Białoruskiej Akademii Rolniczej. Po studiach wrócił do wcześniejszego miejsca pracy jako kierownik warsztatu, a od 1983 roku – główny inżynier. W 1988 roku został wybrany przez kolektyw pracowniczy gospodarstwa na stanowisko przewodniczącego sowchozu „Iskra” w rejonie białynickim. W 1991 roku został przeniesiony do pracy w Szkłowie, najpierw na stanowisku głównego mechanika MPMK-283, a od 1995 – dyrektora Szkłowskiego Rejonowego Zjednoczenia Wytwórczego ŻKH. Po wyborach prezydenckich w 2001 roku został zmuszony przez władze do odejścia z pracy za udział w kampanii wyborczej kandydatów opozycji. Od roku 2002 pracował jako dyrektor białorusko-ukraińskiego przedsiębiorstwa Hidrasiła-Biełaja Ruś, do momentu jego likwidacji w 2004 roku. W tym samym roku Szkłowski Rejonowy Komitet Wykonawczy zarejestrował go jako prywatnego przedsiębiorcę. W 2005 roku pracował jako dyrektor komercyjny w jednym z prywatnych przedsiębiorstw w Mohylewie. W 2008 roku zakończył działalność przedsiębiorczą i podjął współpracę z firmą TAA „StrojArkom” z Petersburga.

### Działalność polityczna
Ryhor Kastusiou zajmuje się działalnością polityczną i społeczną od 1987 roku. Brał udział w kampanii wyborczej przed wyborami do Rady Najwyższej Białoruskiej SRR w 1990 roku. Popierał, a następnie wchodził w skład Białoruskiego Frontu Ludowego (BFL) – partii o charakterze antykomunistycznym i niepodległościowym. W 1993 roku został wybrany na przewodniczącego Szkłowskiej Organizacji Rejonowej BFL. Od 1996 roku był członkiem Sejmu BFL – organu kierowniczego partii. W 1999 roku doszło do rozłamu we Froncie, w wyniku którego powstały dwa ugrupowania: Konserwatywno-Chrześcijańska Partia – BNF pod kierownictwem Paźniaka oraz Partia BNF pod kierownictwem Wincuka Wiaczorki. Kastusiou poparł Wiaczorkę i wszedł w skład Sejmu Partii BNF. W latach 2002–2009 był przewodniczącym Mohylewskiej Obwodowej Organizacji Partii BNF. W 2008 roku został wybrany na przewodniczącego Mohylewskiej obwodowej koalicji sił demokratycznych. Od 2009 roku pełnił funkcję wiceprzewodniczącego Partii BNF i Ruchu Społecznego BNF „Odrodzenie”. 30 września 2017 roku został wybrany na przewodniczącego BNF na XVIII Zjeździe Frontu głosami 107 (na 163) delegatów.
Trzykrotnie wybrany na deputowanego do miejscowych Rad (samorządu) – w 1987, 1991 i 1995 roku. W wyborach parlamentarnych w 2004 i w 2008 roku został zarejestrowany jako kandydat na deputowanego w Szkłowskim Okręgu Wyborczym, jednak według podanych oficjalnych wyników wyborów, nie udało mu się zdobyć mandatu. W czasie wyborów prezydenckich w 2006 roku był mężem zaufania wspólnego kandydata na urząd prezydenta od opozycji demokratycznej, Alaksandra Milinkiewicza.

### Udział w wyborach prezydenckich w 2010 roku
W 2010 roku został kandydatem Partii BNF na urząd prezydenta Białorusi. W noc z 19 na 20 grudnia 2010 (podczas demonstracji protestu bezpośrednio po wyborach prezydenckich) został pobity przez milicję i aresztowany (jak i kilku innych kandydatów na prezydenta). 22 grudnia złożył do Centralnej Komisji Wyborczej w imieniu swoim i innych opozycyjnych kandydatów wniosek o uznanie wyborów prezydenckich za nieważne, uzasdniony licznymi uwagami obserwatorów, dotyczącymi nieprawidłowości i naruszenia ordynacji wyborczej. Wniosek został odrzucony. Według oficjalnych danych, Kastusiou uzyskał 1,97% głosów.

### Wybory prezydenckie w 2015 roku
W czasie wyborów prezydenckich w 2015 roku należał do grupy inicjatywnej Tacciany Karatkiewicz, która została poparta przez BNF.

### Aresztowanie w 2021 roku
12 kwietnia 2021 roku Kastusiou został aresztowany w Szkłowie. Został oskarżony o spisek lub inne czyny mające na celu przejęcie władzy. Był przetrzymywany w areszcie śledczym w Mińsku. Centrum Obrony Praw Człowieka Wiosna klasyfikuje go jako więźnia politycznego. 5 września 2022 roku Kastusiou został skazany przez sąd w Mińsku na 10 lat pozbawienia wolności w kolonii karnej za „spisek w celu przejęcia władzy państwowej w sposób niekonstytucyjny”.
3 lipca 2024 roku Kastusiou został zwolniony.

## Poglądy
Ryhor Kastusiou odnosi się negatywnie do homoseksualizmu. Jedno zdaniem jest to nienormalne zjawisko, a homoseksualiści nie powinni okazywać swojej orientacji seksualnej publicznie.

## Życie prywatne
Ryhor Kastusiou latem mieszka w rodzinnym domu w Ciechcinie, w pozostałym czasie w Szkłowie lub w Mohylewie. Jest żonaty z Łarysą Kastusiową, ma dwie córki i syna.

## Odznaczenia
- Medal 100-lecia Białoruskiej Republiki Ludowej – 2019[7]